# Reina madre (canción)
Reina madre es una canción escrita e interpretada por el músico de rock argentino Raúl Porchetto. Es la séptima canción que pertenece al álbum del mismo, grabado y editado en el año 1983 de forma independiente y distribuido por el sello discográfico Interdisc.

## Historia de la canción
Según su autor, compuso la letra de su canción en un estado de desesperación y tristeza mientras escuchaba por radio las últimas noticias sobre el avance argentino durante el conflicto armado que atravesaba con Gran Bretaña en la Guerra de Malvinas, en el año 1982.

Escuchaba una estupidez generalizada, los comunicados, "bajamos un avión", como si estuvieran ganando 2 a 1, veía que estaban mandando pibes, y no sabían que no se vuelve de un partido perdido. Y todos se prendían, los medios, incluso gente amiga, yo no sabía si estaba loco, parecía que había bajado de otro planeta. Y “Reina Madre” surge así, yo me había sentado al piano y tenía esa melodía dando vueltas. Un día termino de escuchar un comunicado por la radio en el comedor diario de mi casa, no podía más, cerré la puerta, me senté y empecé a escribir como si alguien me lo dictara, “Sonriendo despidió a su madre...”. Escribí toda la letra de corrido, y sólo taché una palabra.
Raúl Porchetto entrevistado el 29 de marzo de 2008.

## Interpretación
Dicho anteriormente; el tema que da título al álbum, evoca a la guerra de Malvinas; desde un punto de vista totalmente inesperado: el autor cuenta una historia ficticia sobre un soldado inglés que se cuestiona a sí mismo en una carta dirigida a su madre preguntándose por qué estoy luchando, por qué estoy matando. La canción alude con sutileza a la autosuficiencia británica, a la confianza de su superioridad militar. «Reina madre» fue un éxito y se convirtió en un clásico de su autor.

## Músicos
- Raul Porchetto - voz, sintetizadores y piano
- Gringui Herrera - guitarra eléctrica